# Vogel-Fulcher-Tammann-Gleichung
Die Vogel-Fulcher-Tammann-Gleichung, auch Vogel-Fulcher-Tammann-Hesse-Gleichung oder Vogel-Fulcher-Gleichung (kurz: VF-Gleichung), wird bei der Herstellung und der Formgebung von Glaserzeugnissen zur Berechnung des Viskositätsverhaltens oberhalb der Transformationstemperatur benutzt. Eine genaue Beschreibung der Viskosität ist vor allem bei organischen Gläsern wie Polymeren relevant, da sie ein Maß für die Glastemperatur ist, bei der die Viskosität stark ansteigt.
Die VF-Gleichung beschreibt den Anstieg der Viskosität unterkühlter Flüssigkeiten, eine Berechnungsvorschrift ist in DIN ISO 7884-1 (Viskosität und Viskosimetrische Festpunkte) enthalten:
{\displaystyle \eta =\eta _{0}\cdot e^{\frac {B}{T-T_{\mathrm {VF} }}}}
mit
- temperaturunabhängigen Materialparametern {\displaystyle \eta _{0}} und {\displaystyle B,}
- der Vogeltemperatur {\displaystyle T_{\mathrm {VF} }}, die ca. 50 °C unter der Glastemperatur liegt.

Die VF-Gleichung ist äquivalent zur Williams-Landel-Ferry-Gleichung, kurz WLF-Gleichung, mit der sie über das Zeit-Temperatur-Superpositionsprinzip verknüpft ist:
{\displaystyle \log(a_{T})=\log {\frac {\eta }{\eta _{0}}}=\log {\frac {\tau }{\tau _{0}}}=-{\frac {C_{1}\cdot (T-T_{0})}{C_{2}+(T-T_{0})}}}
(Zu beachten ist, dass {\displaystyle \eta _{0}} hier eine andere Bedeutung und einen anderen Wert als in der VF-Gleichung hat.)
In dieser Darstellung ist
- {\displaystyle \log } der dekadische Logarithmus
- {\displaystyle a_{T}} der Verschiebungsfaktor zur Referenztemperatur {\displaystyle T_{0},}
- {\displaystyle \tau } die Relaxationszeit der {\displaystyle \alpha }-Relaxation, die typischerweise am Glasübergang stattfindet.
- {\displaystyle C_{1}} und {\displaystyle C_{2}} sind Konstanten, die für viele polymere Glasbildner im Bereich von {\displaystyle C_{1}\approx 17} und {\displaystyle C_{2}\approx 51\,K} liegen, wenn als Referenztemperatur die Glastemperatur gewählt wird.

Die Äquivalenz mit der WLF-Gleichung ergibt sich mit
{\displaystyle T_{\mathrm {VF} }=T_{0}-C_{2}}
und
{\displaystyle B=C_{1}C_{2}\ln 10}
Die Vogel-Fulcher-Tammann-Gleichung wurde nach H. Vogel, Gordon Scott Fulcher (1884–1971) und Gustav Tammann (1861–1938) benannt.